# Actinotia intermediata
Actinotia intermediata är en fjärilsart som beskrevs av Bremer 1861. Actinotia intermediata ingår i släktet Actinotia och familjen nattflyn. Inga underarter finns listade i Catalogue of Life.